# 張國財
張國財，JP（1967年6月3日—），香港公務員，1993年加入香港公務員系統，現任環境及生態局常任秘書長（環境），曾任屯門民政事務專員、香港駐歐洲聯盟特派代表、香港電台廣播處長。2021年4月晉升為首長級乙一級政務官。2024年4月晉升為首長級甲級政務官。

## 簡歷
張國財所任的重要職位包括：
- 2008年3月至2012年5月：屯門民政事務專員
- 2012年5月至2013年1月：財經事務及庫務局首席助理秘書長（財經事務）
- 2013年1月至2019年8月：財經事務及庫務局副秘書長（財經事務）
- 2019年8月至2022年10月：香港駐歐洲聯盟特派代表
- 2022年10月至2025年1月：廣播處長
- 2025年1月至今：環境及生態局常任秘書長（環境）

## 榮譽

### 殊勳
- 官守太平紳士（J.P.）（2014年7月1日－）[5]

## 外部連結
| 政府职务      | 政府职务                                      | 政府职务      |
| ------------- | --------------------------------------------- | ------------- |
| 前任： 謝小華 | 環境及生態局常任秘書長（環境） 2025年1月2日－ | 繼任： 現任   |
| 前任： 李百全 | 香港電台廣播處長 2022年10月7日－2025年1月5日  | 繼任： 關婉儀 |